# Wapen van Hansweert

Wapen van Hansweert

Het wapen van Hansweert is een dorpswapen voor Hansweert in Nederland en is officieel door gemeenteraad van Reimerswaal aangenomen als dorpswapen op 17 december 2002.

De heraldische beschrijving luidt: 
Van goud beladen, met een paal van sabel, ter weerszijden vergezeld van een versmalde paal van hetzelfde. De middelste paal beladen met twee penningen waartussen een lelie , paalsgewijs geplaatst, alles van goud. De palen ter rechterzijde vergezeld van een zwaard, de punt naar boven gericht, en ter linkerzijde van twee platvissen, paalsgewijs geplaatst, de kop naar links gericht. Alles van sabel. Een schildhoofd van zilver, waarop een zee van vier golvende dwarsbalken, azuur en zilver, waarop varende een koggeschip met volle zeilen, banier en vlag, zeilend naar rechts, alles van keel.

## Heraldiek
Het wapen is afgeleid van het wapen van Kruiningen, waarvan Hansweert eeuwenlang deel heeft uitgemaakt. Het verschil met dat wapen is dat de middelste zwarte baan breder is dan de buitenste zwarte banen omdat deze het kanaal door Zuid-Beveland symboliseert.
Het kanaal waaraan Hansweert zoveel te danken heeft. De twee gouden penningen op deze middelste zwarte baan verbeelden deze roemrijke tijd. Vroeger werd Hansweert klein Antwerpen genoemd vanwege de vele bedrijvigheid in en om het dorp vanwege dit zelfde kanaal. Toch is de baan bewust zwart gelaten omdat, na deze gouden tijd, een tijd kwam van afbraak (Hansweert- Oost) verpaupering en verval kwam. 
De gouden lelie midden in het wapen is het symboliek van de heilige maagd Maria omdat Hansweert altijd een overwegend rooms katholiek dorp is geweest. Het zwaard is afkomstig uit het wapen van Reimerswaal. De vissen symboliseren het boeren- en vissers verleden van het dorp toen het nog slechts een buurtschap was, dus voor de opening van het kanaal door Zuid-Beveland in 1866.
De kogge in de golven in het schildhoofd verbeeldt de verbinding met de scheepvaart door de eeuwen heen en het feit dat er al in de vroege middeleeuwen, een veer voer van Hansweert naar Walsoorden. 